# Embolemus brandaoi
Embolemus brandaoi (лат.) — вид хризидоидных ос рода Embolemus из семейства Embolemidae. Эндемики Бразилии (Сан-Пауло, Южная Америка). Мелкие паразитоиды (длина тела 1,9 мм, длина переднего крыла — 0,55 мм). Основная окраска желтоватая.  От близких видов отличаются отсутствием тегул, задних крыльев и брахиптерностью. Глаза малозаметные, округлые, состоят из одной фасетки, равны 0,07 от ширины головы, оцеллии отсутствуют. Видовое название дано в честь мирмеколога Carlos Roberto F. Branda˜o.